# Bellevue (Pennsylvanie)
Pour les articles homonymes, voir Bellevue.
Bellevue est un borough du comté d'Allegheny en Pennsylvanie, aux États-Unis.

## Population
Selon le recensement de 2020, sa population est de 8 311 habitants.

## Toponymie
Le nom du borough a été choisi par J. J. East, un linguiste et professeur de français, l'un des premiers résidents et le nom Bellevue (en un seul mot) est la traduction française de beautiful view.

## Histoire
Le secteur sur lequel se trouve actuellement Bellevue faisait autrefois partie des terres réservées aux vétérans de la guerre d'indépendance. Les premiers propriétaires fonciers de la région furent James Robinson et Hugh Henry Brackenridge, qui achetèrent des parcelles respectivement en 1799 et 1792. Au moment de son organisation en tant qu'arrondissement en 1867, Bellevue avait exactement la population minimale pour une telle désignation : 300 habitants.

## Personnalités notables
- Ron Frenz, dessinateur et scénariste de comics chez Marvel Comics.
- Philip Childs Keenan, astronome.